# Test Z
Il test Z (o, dall'inglese, Z-test) è un test statistico di tipo parametrico con  lo scopo di  verificare se il valore medio di una distribuzione si discosta significativamente da un certo valore di riferimento.

## Il test Z bilaterale per la verifica d'ipotesi su un valore medio
Il test Z bilatero si utilizza nei casi in cui si intende verificare l'ipotesi che il valore medio di una popolazione non si discosti significativamente da un certo valore costante μ0.
Quando – nell'indagine campionaria – si vuole valutare l'ipotesi nulla:
{\displaystyle \displaystyle H_{0}:\mu =\mu _{0}}
contro l'ipotesi alternativa bidirezionale:
{\displaystyle H_{1}:\mu \neq \mu _{0}\ }
al livello di significatività α, si considera la statistica test:
{\displaystyle Z={\frac {{\overline {X}}-\mu _{0}}{\sigma /{\sqrt {n}}}},}
dove
{\displaystyle {\overline {X}}=\sum _{i=1}^{n}x_{i}/n}
è la v.c. media campionaria. Questa è distribuita normalmente se la popolazione è normale; se invece la popolazione non è normale, per il teorema centrale del limite si può comunque affermare che la media campionaria tenda alla normalità per n tendente a infinito, e quindi si può ben approssimare ad una distribuzione normale per valori di n elevati. Standardizzando rispetto a μ0 si ottiene la normale standard di media 0 e varianza 1.

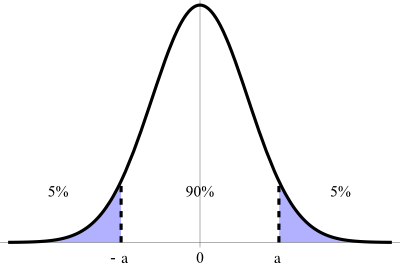
Curva normale standard, con evidenziata la regione di rifiuto, con α = 10%

Per il test consideriamo una realizzazione campionaria della statistica ottenuta a partire dai dati campionari. Nota la dimensione campionaria n e la deviazione standard σ, la regione di rifiuto del test è costituita da quei valori della z empirica tali che:
{\displaystyle P\left(z<-z_{\alpha /2}{\text{ oppure }}z>z_{\alpha /2}\right)=\alpha .}
Quindi se {\displaystyle \displaystyle |z|>z_{\alpha /2}}, siamo nella regione di rifiuto e vale H1.
Quindi, con una probabilità di errore α (errore di prima specie), la media di universo è diversa dal valore medio ipotizzato. 

### Varianza ignota
Se, come spesso accade nella realtà, non si conosce la varianza σ2 della popolazione, la si stima su base campionaria con lo stimatore varianza corretta del campione, ovvero la varianza campionaria:
{\displaystyle s^{2}={\frac {\sum _{i=1}^{n}(x_{i}-{\overline {x}})^{2}}{n-1}}},
la cui realizzazione campionaria è la stima della varianza di universo.
In questo caso il test non si chiama più test z, ma test t perché la distribuzione 
di probabilità della statistica test è una T di Student con n − 1 gradi di libertà. La verifica d'ipotesi è analoga al test z (si confronta la t empirica con il quantile di ordine α/2 delle T a n − 1 gradi di libertà).